# Prix Sant Jordi du cinéma
Les prix Sant Jordi du cinéma (Premi Sant Jordi de Cinematografia) sont les prix cinématographiques les plus prestigieux du cinéma catalan. Ils sont remis à Barcelone à la fin du mois d'avril.
Le prix a été créé en 1957 dans le but de stimuler le cinéma catalan, à un moment où le régime franquiste interdisait les films en catalan en Espagne. Plus tard, le prix s'est étendu aux films espagnols en général. Les prix sont accordés par la Radio Nacional de España par le biais de leur délégation à Barcelone.

## Catégories de prix
- Meilleur film espagnol
- Meilleure actrice dans un film espagnol
- Meilleur acteur dans un film espagnol
- Meilleur film étranger (Best Foreign Film / Mejor Película Extranjera)
- Meilleure actrice dans un film étranger (Best Foreign Actress / Mejor Actriz Extranjera)
- Meilleur acteur dans un film étranger (Best Foreign Actor / Mejor Actor Extranjero)
- Meilleur premier film
- Prix spécial du jury
- Prix de l'industrie cinématographique
- Prix du public Rosa de Sant Jordi (Rosa de Sant Jordi Audience Award)

## Palmarès

### Prix Sant Jordi du cinéma1989

#### Meilleur acteur dans un film étranger
- Forest Whitaker pour le rôle de Edward Garlick dans Good Morning, Vietnam
  - Robin Williams pour le rôle de Adrian Cronauer dans Good Morning, Vietnam

### Prix du public Rosa de Sant Jordi1989

#### Meilleur film étranger
- Qui veut la peau de Roger Rabbit ? (Who Framed Roger Rabbit) •  États-Unis

### Prix Sant Jordi du cinéma1994

#### Meilleur film étranger
- Trois Couleurs : Bleu •  France  Pologne  Suisse

#### Meilleure actrice dans un film étranger
- Juliette Binoche pour le rôle de Julie de Courcy, née Vignon dans Trois Couleurs : Bleu

### Prix Sant Jordi du cinéma1998

#### Meilleur acteur dans un film étranger
- Robert Carlyle pour le rôle de Gary « Gaz » Scofield dans The Full Monty - Le Grand Jeu (The Full Monty)

### Prix Sant Jordi du cinéma2005

#### Prix du public Rosa de Sant Jordi du meilleur film étranger
- Les Choristes •  France  Belgique  Allemagne

### Prix Sant Jordi du cinéma2006

#### Meilleur film étranger
- A History of Violence •  États-Unis  Canada  Allemagne

#### Prix du public Rosa de Sant Jordi du meilleur film étranger
- Match Point •  Royaume-Uni  États-Unis  Luxembourg